# Zölibatsdispens
Zölibatsdispens ist in der lateinischen Kirche die Freistellung eines Mannes von der Verpflichtung der Priester zur Ehelosigkeit (Zölibat). Eine solche Dispens ist dem Papst vorbehalten und wird derzeit nur unter zwei – sehr unterschiedlichen – Voraussetzungen erteilt.

## Dispensfälle
Sie kann erstens einem geweihten Priester auf dessen Antrag im Zuge der sogenannten Laisierung gewährt werden. Solche Priester haben meist zivilrechtlich geheiratet oder eine andere kirchlich nicht akzeptierte Lebensform angenommen und sind daraufhin durch ihren Bischof von allen Ämtern und Funktionen entbunden worden. Obgleich sie den unauslöschlichen Weihecharakter behalten, dürfen sie keine priesterlichen Aufgaben mehr ausüben und auch nicht in nichtpriesterliche Dienste oder Ehrenämter eingesetzt werden, bis nach einem meist langjährigen Verfahren auf Wunsch und Antrag des Betroffenen die Laisierung gewährt werden kann. Mit dieser ist die Dispens zur kirchlich gültigen Eheschließung und (mit engen Einschränkungen) auch zur Ausübung nichtpriesterlicher Berufe im kirchlichen Dienst sowie zur Übernahme nichtliturgischer Ehrenämter in der Kirche verbunden – nicht jedoch zur Rückkehr in den priesterlichen Dienst oder die Seelsorge. Eine besondere Bedeutung erhielt die Laisierung in Italien durch die Lateranverträge, da ohne Laisierung ehemalige Priester keine Anstellung im öffentlichen Dienst erhalten konnten.
Zweitens kann einem verheirateten Mann vor der Priesterweihe eine Zölibatsdispens erteilt werden, so dass er, ohne das Versprechen der Ehelosigkeit abzulegen und ohne Einschränkung seines Ehelebens, zum Priester geweiht werden kann. Diese Dispens kann nur der zuständige Bischof beantragen, und sie wird derzeit fast ausschließlich aus nichtkatholischen Kirchen konvertierten Geistlichen gewährt. Erstmals geschah dies für den Mainzer evangelischen Pfarrer Rudolf Goethe, der 1951 mit Zölibatsdispens Pius’ XII. zum Priester geweiht wurde. Bedingungen und Verfahrensdauer haben sich seither mehrfach geändert.
Eine Besonderheit ist der tschechische Priester Jan Kofroň, dem im Mai 2008 die Zölibatsdispens für eine Weihe sub conditione (also für den Fall, dass seine erste Weihe ungültig gewesen wäre) erteilt wurde. Kofroň wurde bereits im August 1988 während des kommunistischen Regimes in der tschechischen Untergrundkirche zum Priester geweiht. Nach dem Fall des Kommunismus wurde im Untergrund geweihten verheirateten Priestern der Übertritt zur griechisch-katholischen Kirche angeboten. Kofroň lehnte den Übertritt aber ab.
Derzeit liegen zwischen bischöflichem Antrag und römischer Dispens gewöhnlich mehrere Jahre. Über Zahlen und Namen gibt es keine zuverlässigen Quellen. Nach dem Konflikt über die Frauenordination in der anglikanischen Gemeinschaft im Jahr 1993 kam es während des Pontifikats Johannes Pauls II. zu einer Übertrittswelle von rund 200 ehemaligen Geistlichen der Church of England mit Zölibatsdispens.

## Beispiele von mit Zölibatsdispens geweihten Priestern
- 1951: Rudolf Goethe[6]
- 1973: Otto P. Franzmann[7]
- 1995: Peter Gerloff
- 2003: Robert Ploß[8]
- 2004: Peter Moskopf[9]
- 2005: Patrick Balland[10]
- 2006: Stefan Thiel[11]
- 2007: Gerhard Stille[12]
- 15. Juni 2007: Gerhard Höberth[13][14]
- 30. Juni 2007: Hans-Tilman Golde[15]
- 12. Mai 2008: Jan Kofron[3][4]
- 6. Juli 2010: Peter Kemmether[16]
- 15. Januar 2011: Keith Newton
- 22. Februar 2011: Harm Klueting[17]
- 26. Mai 2012: Hans Janßen[18]
- 28. Oktober 2018 André Schneider[19]
- 28. Oktober 2018 Andreas Theurer[20]